# Mina Derman
Mina Derman (* 12. April 2002 in Istanbul) ist eine türkische Schauspielerin.

## Leben und Karriere
Derman wurde am 12. April 2002 in Istanbul geboren. Sie besuchte die MEF Okulları. Ihr Debüt gab sie 2019 in der Fernsehserie İncir Agacı. Anschließend war sie 2020 in Bir Annenin Günahı zu sehen. Außerdem trat sie 2021 in Baş Belası auf. 
Unter anderem wurde Derman 2022 für die Serie Oğlum gecastet. Von 2022 bid 2024 bekam sie in der Serie Ben Bu Cihana Sığmazam eine Hauptrolle. 2024 setzte sie ihre Karriere in Dügüm fort.

## Filmografie
Serien
- 2019–2020: İncir Agacı
- 2020: Bir Annenin Günahı
- 2021: Baş Belası
- 2022: Oğlum
- 2022–2024: Ben Bu Cihana Sığmazam
- 2024: Dügüm